# Palmadusta contaminata
Palmadusta contaminata là một loài ốc biển, là động vật thân mềm chân bụng sống ở biển trong họ Cypraeidae, họ ốc sứ
Có một phân loài: Palmadusta contaminata distans Schilder

## Phân bố
Loài này có ở Ấn Độ Dương dọc theo vùng bể Mascarene, Mauritius, Réunion và Tanzania.